# Sybille Bedford
Sybille Bedford OBE (* 16. März 1911 in Charlottenburg; † 17. Februar 2006 in London), geborene Sybille Aleid Elsa von Schoenebeck,  war eine deutsch-britische Journalistin und Schriftstellerin.

## Leben
Sybille Bedford wuchs in Deutschland, England, Italien und Frankreich auf. Ihr Vater war der Oberstleutnant a. D. und Kunstsammler Maximilian von Schoenebeck (1853–1925). Bei ihm auf Schloss Feldkirch lebte Sybille nach der Trennung der Eltern 1918 in ziemlicher Armut inmitten der Kunstsammlung ihres Vaters. Ihr Onkel August von Schoenebeck war 1907 in der Allenstein-Affäre ermordet worden; Bedford verarbeitete sein Schicksal in ihrem Roman A Legacy (1956).
1925 starb ihr Vater und seine Kunstsammlung wurde 1927 in Freiburg versteigert. 1926 zog sie auf Verlangen ihrer Mutter Elisabeth Bernhardt (1883–1937), einer Tochter reicher jüdischer Hamburger Kaufleute, an die Côte d’Azur nach Sanary-sur-Mer, einem damals kleinen Fischerort. Die Mutter heiratete in zweiter Ehe einen wesentlich jüngeren italienischen Architekturstudenten, Norberto Marchesani. In den folgenden Jahren bis 1931 verbrachte Sybille die Sommermonate und die Zeit um Weihnachten in Sanary, die restlichen Monate vorwiegend in London und Südengland, wo sie meist bei Freunden der Mutter, später bei eigenen Bekanntschaften wohnte. In London wurde sie sporadisch von Privatlehrern unterrichtet, ansonsten betrieb sie ein weitgehend autodidaktisches Studium mit Hilfe von Literatur und Besuchen in Museen und Kunstgalerien, gab aber ab 1929 auch Privatunterricht in französischer Konversation. Während ihrer gesamten Kindheit und Jugend besuchte sie nur wenige Monate die Dorfschule in Feldkirch und später für kurze Zeit die Schule der Ursulinerinnen in Freiburg mit der Folge, dass sie zeitlebens Schwierigkeiten hatte, eine lesbare Handschrift zu entwickeln.
Die Familie wurde in Sanary häufig von der Tochter aus der ersten Ehe des Vaters besucht: Maximiliane von Dincklage hielt sich mit ihrem Mann Hans Günther von Dincklage zwischen 1928 und 1939 dort auf, um für die Deutsche Abwehr Informationen auszuspionieren – zum einen von französischen Marineoffizieren über Toulon sowie den Hafen Bizerta im französischen Protektorat Tunesien und ab 1933 um die dort versammelte Exilantengemeinde über möglichen intellektuellen Widerstand auszuhorchen. Bedfords Mutter Elisabeth (Lisa) und ihr Ehemann Marchesani sollen daran nicht unbeteiligt gewesen sein. Letzteres verschweigt Bedford in ihren Erinnerungen. In „Treibsand“ ist lediglich von einem Herrn „D“ die Rede, dem Mann ihrer Schwester, von dem sie schreibt: „Manche Frauen legten Wert darauf, von D. nicht bemerkt zu werden. Es hieß, er sei ein als Diplomat getarnter Agent, der sie entführen wolle. (Derlei war passiert, allerdings nicht in der Provence, Hunderte von Kilometern von der deutschen Grenze entfernt.) Ich vermied es, ihm zu begegnen. Nicht immer erfolgreich.“
In Sanary schloss Bedford zahlreiche Freundschaften, u. a. auch mit Klaus und Erika Mann. Lebenslang bestehen blieben die Verbindungen mit der Malerin Eva Herrmann sowie mit Aldous Huxley und seiner zweiten Frau Maria, eine Erfahrung, die sie mehr als dreißig Jahre später in Ein Liebling der Götter und 1973 mit einer zweibändigen Biographie Huxleys literarisch verarbeitete.
„Von 1933 an war Sybille von Schoenebeck persönlich durch Deutschland bedroht: ihrer jüdischen Vorfahren und ihrer praktizierten lesbischen Sexualität wegen – insgeheim hielt ich mich selbst wegen meiner Herkunft für nicht vertretbar.“ Ende 1934 wird ihr Vermögen in Deutschland beschlagnahmt und sie dadurch völlig mittellos. Sie vermutet dahinter einen Racheakt der Nazis für ihren Aufsatz in Klaus Manns Zeitschrift “Die Sammlung”, den sie mit Hilfe von Lion Feuchtwanger geschrieben hatte und in dem sie die Nazis als ein Beispiel dafür nannte, „in welchen Abgrund Leidenschaften ohne die Hemmungen der Intelligenz und mit Ermutigung der bodenlosen Dummheit führen können“.
„So tauchte sie in den Jahren der Katastrophe so tief wie möglich in die angelsächsische Kultur und Sprache ein. Sie wurde englisch, weil sie ein deutsches Schicksal hatte.“
1935 arrangierte Aldous Huxley ihre Scheinehe mit einem homosexuellen Engländer, Walter („Terry“) Bedford, durch die Bedford die britische Staatsbürgerschaft erlangte und somit in Frankreich nicht interniert wurde. Sie verließ Frankreich noch vor der deutschen Invasion 1940 in Richtung New York, ebenfalls mit Unterstützung der Huxleys, und verbrachte dort die Zeit bis zum Ende des Zweiten Weltkrieges. Anschließend reiste sie durch Mexiko, eine Zeit, die sie in A Visit to Don Ottavio beschrieben hat.

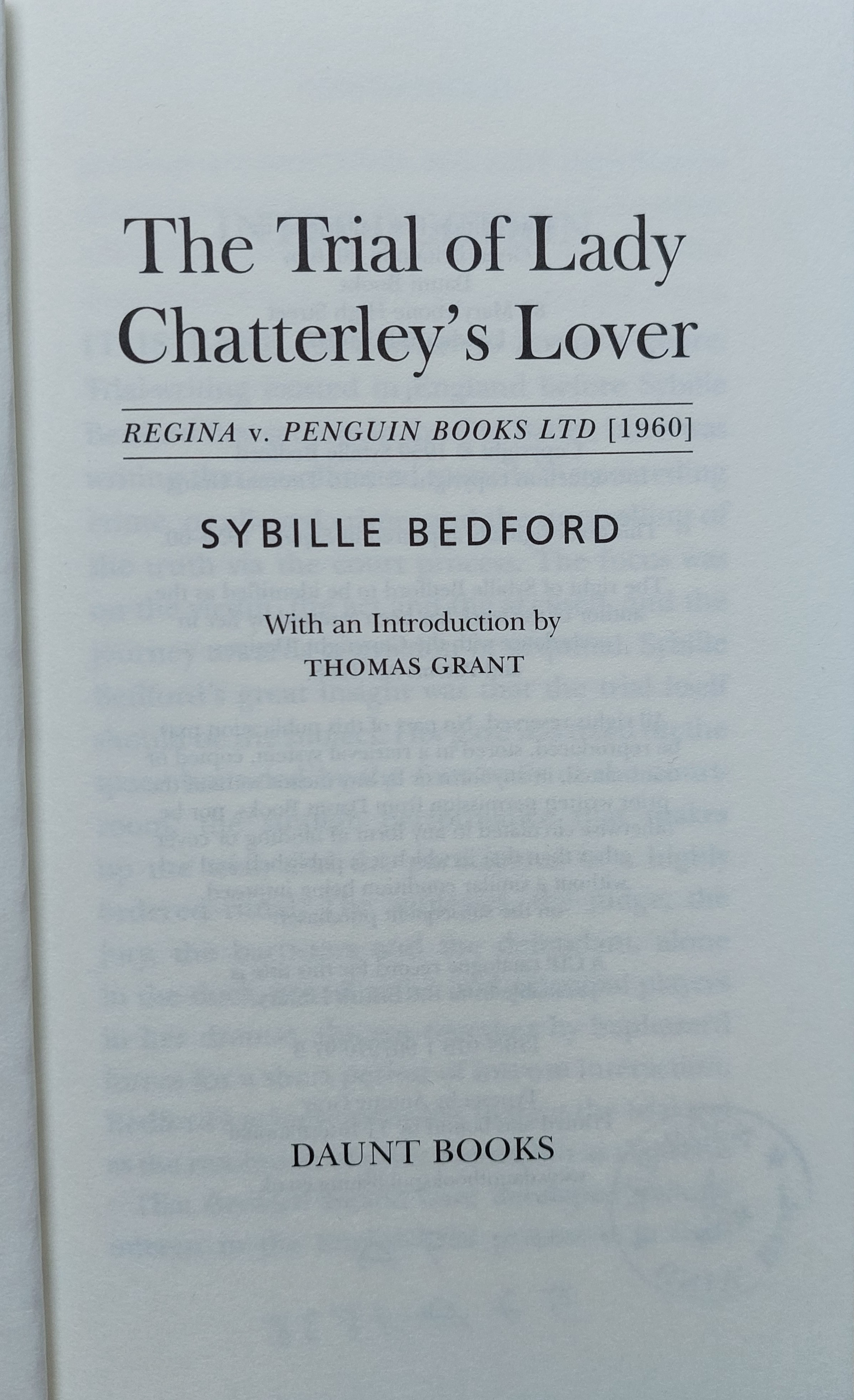
Bedford 1960 als Gerichtsreporterin

1947 verließ sie die USA und verbrachte die folgenden dreißig Jahre mit ihrer Lebensgefährtin Eda Lord in Europa, vorwiegend in London. 1981 wurde sie zum Officer des Orders of the British Empire ernannt. Die letzten Jahre bis zu ihrem Tode lebte sie in London. Zuletzt erschien unter dem Titel Quicksands ihre Autobiographie.
Ihre Romane und Reiseerzählungen spiegeln weitgehend die reichhaltige und abwechslungsreiche Lebensgeschichte ihrer Autorin wider, wobei sie biographische Angaben zu  ihrer Familie vielfach verschleierte, so in ihrem autobiographischen Roman Jigsaw (deutsch Rückkehr nach Sanary, 2009). Dabei trug der deutsche Verlag zur Verwirrung bei, indem er im Klappentext zur deutschen Ausgabe des Buches ihrer Mutter statt einer deutsch-jüdischen eine englische Herkunft bescheinigt. „Sie selbst äußerte sich zu ihrer Abkunft kaum; gelegentlich behauptete sie sogar, sie wisse nicht, wie viel jüdisches Blut in ihren Adern fließe.“ Die Mutter, früher eine starke und selbstbewusst erscheinende, erfolgsverwöhnte Frau, war nach der Trennung von Marchesani vollends der Morphiumsucht verfallen. Als Suchtkranke erhielt sie in Frankreich keine Gewährung der französischen Staatsbürgerschaft und wurde nach Nazi-Deutschland abgeschoben, wo sie am 4. Februar 1937, dreiundfünfzig Jahre alt, in Berlin starb. In Quicksands (2005) beschreibt sie das dramatische Ende ihrer Mutter: „Das letzte, was ich von meiner Mutter sah, war, wie sie auf dem Bahnhof von Toulon durch ein Schlafwagenfenster in einen Expreß gehoben wurde, der Richtung Norden fuhr. […] Ich wußte, daß es ihr zeitweilig besser ging und daß sie wieder allein lebte, ohne ihre künstlichen Paradiese. Doch körperlich war sie ruiniert. Sie starb, Mitte Fünfzig, in einem Krankenhaus - ich hoffe nicht, befürchte aber: allein.“ Eine nicht belastbare Quelle spricht von Selbstmord.
Darüber hinaus arbeitete Bedford auch als Gerichtsreporterin für Zeitschriften wie Esquire und Life. Unter anderem berichtete sie über den Frankfurter Auschwitzprozess und die Prozesse im Zusammenhang mit dem  Attentat auf den amerikanischen Präsidenten John F. Kennedy. 2016 erschien mit einem Vorwort von Thomas Grant eine Neuauflage ihres für den Esquire geschriebenen Essays über den Prozess The Crown v. Penguin Books  Limited before Mr Justice Byrne and a jury at the Central Criminal Court London 20 October-2 November 1960 um das Buch Lady Chatterley's Lover.

## Werke

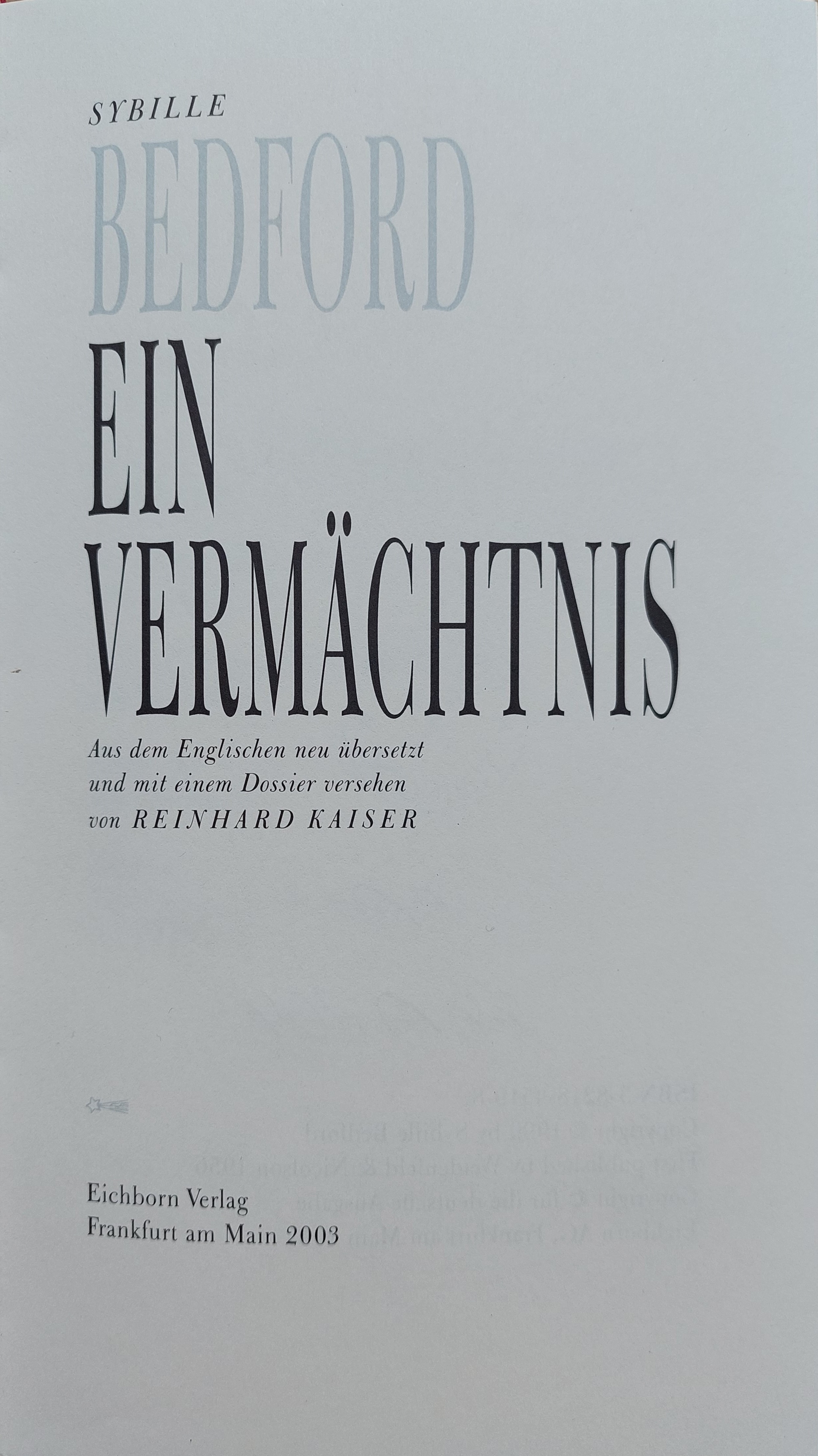
Ein Vermächtnis, Übersetzung 2003

- Zu Aldous Huxley’s neuem Buch. In: Die Sammlung. Literarische Monatszeitschrift. Unter dem Patronat von André Gide, Aldous Huxley, Heinrich Mann hrsg. von Klaus Mann. 1. Jahrgang 1934, Heft 9, S. 482–488. Amsterdam, Querido 1934. (Nachdruck: München 1986, ISBN 3-8077-0222-9)
- The Sudden View: A Mexican Journey. auch veröffentlicht als A Visit to Don Octavio. A Traveller’s Tale From Mexico. 1953.
  - Übers. Christian Spiel: Zu Besuch bei Don Otavio. Eine mexikanische Reise. SchirmerGraf Verlag, München 2007, ISBN 978-3-86555-038-5.
- A Legacy. A Novel. 1956.
  - Übers. Christian Spiel: Das Legat. Winkler, München 1964, DNB 450301842.
  - Auch als Das Vermächtnis. gleicher Übersetzer. Rowohlt, Reinbek bei Hamburg 1993.
  - Neuübersetzung Reinhard Kaiser: Ein Vermächtnis. Eichborn, Frankfurt am Main 2003, ISBN 3-8218-4519-8.
- The Best We Can Do: The Trial of Dr Adams. 1958.
  - Übers. Ulla Galm-Frieboes: Der Fall John Bodkin Adams. Ein Bericht. Wunderlich, Tübingen 1960.
- The Faces of Justice: A Traveller’s report. 1961.
  - Übers. Elisabeth Wilke: Fünf Gesichter der Gerechtigkeit. Justiz in England, Deutschland, Österreich, Schweiz, Frankreich. Verlag Sigbert Mohn, Gütersloh 1964, DNB 450301826.
- A Favourite of the Gods. 1963.
  - Übers. Elizabeth Mayer: Ein Liebling der Götter. Winkler Verlag, München 1965.
  - Neuübersetzung Sigrid Ruschmeier: Ein Liebling der Götter. SchirmerGraf, München 2005, ISBN 3-86555-021-5 und bei Piper, München 2020, ISBN 978-3-492-55060-4.
- A Compass Error. 1968.
  - Übers. Christian Spiel: Kursabweichung. Winkler, München 1969.
  - Neuübersetzung Sigrid Ruschmeier: Ein trügerischer Sommer. SchirmerGraf, München 2006, ISBN 3-86555-028-2.
- Aldous Huxley. A Biography. 1973.
- Jigsaw. An Unsentimental Education. 1989.
  - Übers. Margarete Längsfeld: Zeitschatten. Ein biographischer Roman. Wunderlich, Reinbek 1992, ISBN 3-8052-0503-1.
  - Neuübersetzung Sigrid Ruschmeier: Rückkehr nach Sanary. Roman einer Jugend. SchirmerGraf, München 2009, ISBN 978-3-86555-062-0.
- As It Was: Pleasures, Landscapes and Justice. 1990 (Neuveröffentlichung als Pleasures and Landscapes: A Traveller's Tales from Europe).
  - Übers. Matthias Fienbork: Am liebsten nach Süden. Unterwegs in Europa. SchirmerGraf, München 2008, ISBN 978-3-86555-050-7.
  - Übersetz. Matthias Fienbork: La vie de château. Eine Weinprobe in Bordeaux. (Kapitel aus: Am liebsten nach Süden), SchirmerGraf, München 2008, ISBN 978-3-86555-056-9.
- Quicksands. A Memoir. 2005.
  - Übers. Matthias Fienbork: Treibsand. Erinnerungen einer Europäerin. SchirmerGraf, München 2006, ISBN 3-86555-030-4.
- Jagd auf einen Lebemann. Der Prozess Dr. Ward. Eine Gerichtsreportage. Übers. aus dem Nachlass: Matthias Fienbork, mit einem Nachwort von Gina Thomas. Schirmer und Mosel Verlag, München 2011, ISBN 978-3-8296-0543-4.

## Auszeichnungen
- 1964 Fellow of the Royal Society of Literature (FSRL)
- 1981 Officer (OBE) des Order of the British Empire
- 1989 Nominierung für den Booker Prize für Literatur (Jigsaw / Das Vermächtnis)
- 1994 Companion of Literature der Royal Society of Literature

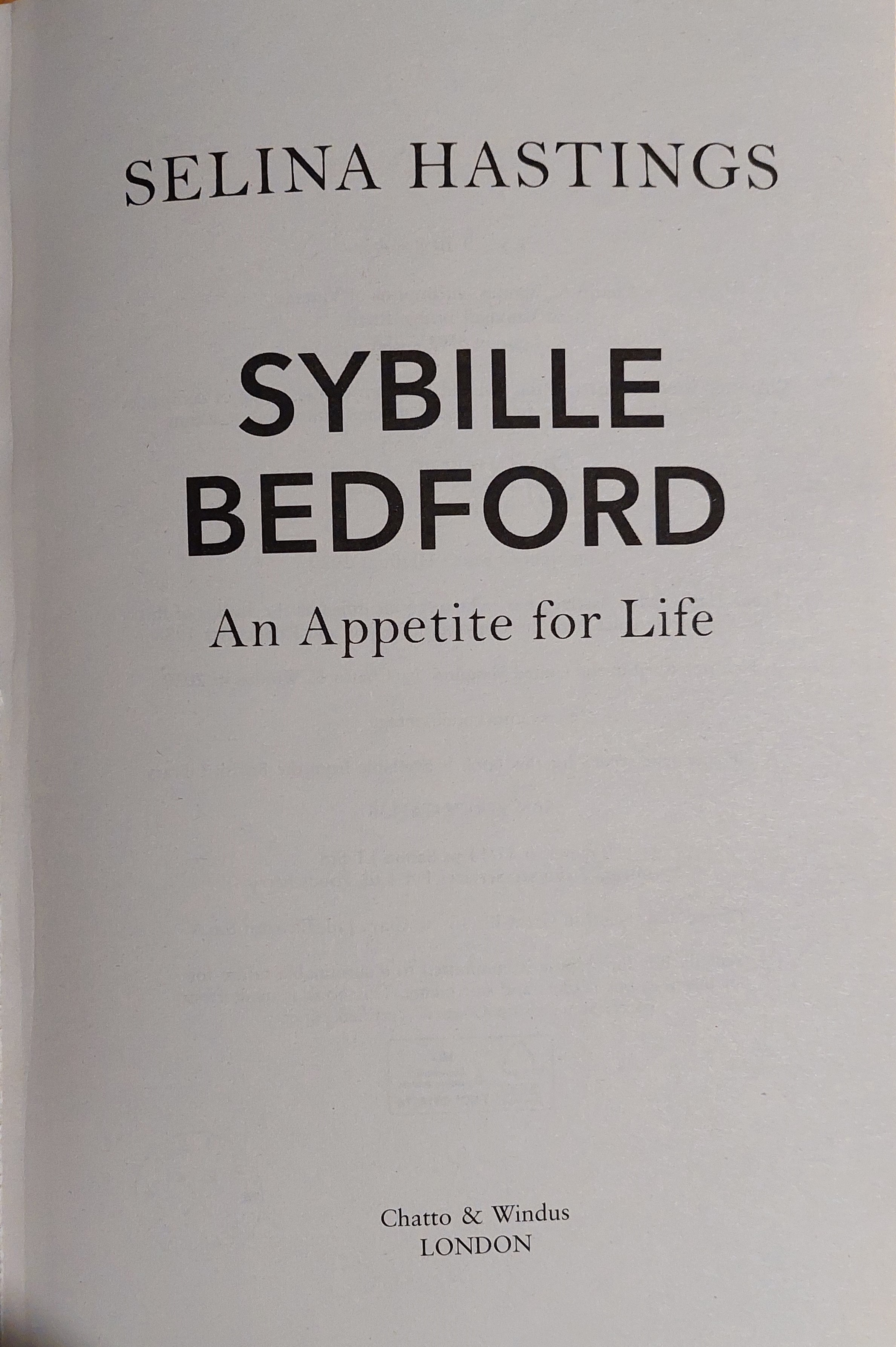
Selina Hastings (2020)